# Климовской, Алексей Алексеевич
Алексей Алексеевич Климовской (1917 — 1978) — министр внутренних дел БССР, генерал-лейтенант внутренней службы.

## Биография
Возглавлял отдел уголовного розыска МВД БССР, являлся корифеем угрозыска. С января 1967 до 1978 являлся министром внутренних дел БССР.
Родиной будущего министра внутренних дел БССР стал посёлок Ширингуши, расположенный между Рязанью и Пензой. Его родители работали на суконной фабрике, которая производила шерстяную ткань для шинелей. Весной 1917-го у них родился сын Алексей.
Отец мальчика довольно рано ушёл из жизни, и мать одна воспитывала четверых детей. После школы Климовской прошёл срочную службу во внутренних войсках, а после демобилизации поступил на работу в милицию. В течение нескольких лет он занимал должность участкового в районном отделе НКВД родного посёлка и часто приводил задержанных в местную больницу. Здесь он познакомился с будущей супругой, которая работала медсестрой.
Алексей учился в Высшей школе НКВД в Москве, которая была преобразована из Центральной школы Главного управления госбезопасности. Ныне это — Академия ФСБ Российской Федерации. После курса обучения молодой человек вошёл в состав оперативной группы Звенигородского отдела милиции. В начале 1940-х он перевёз сюда жену и сына Эдуарда.
Когда войска фашистской Германии вторглись на территорию Советского Союза, нагрузка на органы правопорядка кратно возросла. Это было связано с тем, что часть милиционеров ушла на фронт, а их обязанности легли на плечи оставшихся товарищей. Климовской был задействован в мероприятиях по выявлению вражеских шпионов и охране стратегических объектов.
В 1943-м Алексей вместе с семьёй переехал на Могилёвщину, куда получил направление по службе. Здесь партизаны создали несколько анклавов, на территорию которых гитлеровцы боялись ступить. В таких регионах народные мстители устанавливали советскую власть и, соответственно, им необходима была поддержка и опыт правоохранительных органов. Когда войска Красной Армии освободили Могилёвщину, Климовской принимал участие в операциях уголовного розыска, вылавливая пособников гитлеровского режима и бандитов.
После Победы Алексея перевели в Минск, где он продолжил защищать правопорядок. Участковый из посёлка в далёкой Мордовии прошёл путь от оперативника уголовного розыска до руководителя в Управлении внутренних дел белорусской столицы. В 60-х годах комиссар милиции 3-го ранга стал заместителем министра внутренних дел республики, а в 1967-м в звании генерала внутренней службы занял пост министра.
Наряду с этим, Климовской, по воспоминаниям близких заботливый и скромный человек, избирался депутатом в высший орган государственной власти — Верховный Совет Белорусской ССР. Вместе с тем, Алексей Алексеевич входил в состав Центрального Комитета Компартии БССР.
Генерал-лейтенант внутренней службы занимал должность министра внутренних дел республики вплоть до самой кончины в 1978 году. Похороны прошли на Восточном кладбище, в почётном 26-м секторе. Над могилой, на высоком четырёхгранном постаменте установлен бронзовый бюст Алексея Климовского. В верхней части основания, выполненного из светло-серого полированного гранита, размещена бронзовая табличка с рельефной надписью: «ГЕНЕРАЛ-ЛЕЙТЕНАНТ / КЛИМОВСКОЙ / АЛЕКСЕЙ АЛЕКСЕЕВИЧ / 1917 — 1978».

### Звания
- комиссар милиции 3-го ранга, 23.01.1959;
- генерал внутренней службы 2-го ранга, 01.11.1967;
- генерал-лейтенант внутренней службы.